# Ectinosomoides longipes
Ectinosomoides longipes är en kräftdjursart som beskrevs av Nicholls 1945. Ectinosomoides longipes ingår i släktet Ectinosomoides och familjen Ectinosomatidae. Inga underarter finns listade i Catalogue of Life.